# Rām Dās
Rām Dās är en ort i Indien.   Den ligger i distriktet Amritsar och delstaten Punjab, i den norra delen av landet, 400 km nordväst om huvudstaden New Delhi. Rām Dās ligger 238 meter över havet och antalet invånare är 6 190.
Terrängen runt Rām Dās är mycket platt. Runt Rām Dās är det tätbefolkat, med 411 invånare per kvadratkilometer. Närmaste större samhälle är Ajnāla, 19,3 km sydväst om Rām Dās. Trakten runt Rām Dās består till största delen av jordbruksmark.